# Трудовой договор
Трудово́й догово́р — в трудовом праве письменный документ — соглашение между работником и работодателем, которое устанавливает их взаимные права и обязанности. 

## Трудовой договор в Российской Федерации
В Российской Федерации по трудовому договору работник принимает на себя обязанность выполнять работу в рамках служебных обязанностей по определённой специальности, согласно своей квалификации и (или) должности с подчинением внутреннему трудовому распорядку, а работодатель обязуется обеспечивать соответствующие условия труда согласно нормам трудового законодательства, правилам внутреннего трудового распорядка, коллективного и трудового договора.
Подчинение внутреннему трудовому распорядку является одной из основных характеризующих черт трудового договора, отделяющих его от различных гражданско-правовых договоров (подряда, оказания услуг и пр.).
Дополнительными отличиями гражданско-правовых договоров от трудового договора являются: равенство сторон гражданско-правовых договоров; наличие овеществлённого результата работ по ним либо конкретный итог предоставления услуг и передача его контрагенту по акту приёма-передачи; осуществление по гражданско-правовым договорам единовременной оплаты либо по частям, которые зависят от готовности результата работ либо от частичного оказания услуг, с составлением актов приёма- передачи (этапов) выполнения работ (оказания услуг).
Служебные обязанности и иные особенности работы на определённой должности регулируются должностной инструкцией, с которой работника обязаны ознакомить при подписании договора, если они не были перечислены в трудовом договоре.
Перед заключением трудового договора на работодателе лежит обязанность по ознакомлению работника также с иными локальными нормативными актами организации.
Обязательные нормы трудового договора в основном регулируются Трудовым кодексом и иными правовыми актами трудового законодательства, а для отдельных организаций, отраслей хозяйства или административно-территориальных единиц могут устанавливаться также коллективными договорами.
Действиям работодателя и работника, направленным на приём на работу по определённой специальности либо должности, присущ следующий алгоритм:
- ознакомление будущего работника с правилами внутреннего распорядка, должностной инструкцией и выдача их копий работнику (по требованию);
- подписание (заключение) трудового договора;
- издание (на основании трудового договора) приказа о приеме работника на работу. С 22 ноября 2021 года, приказ о приеме на работу можно не издавать. Такие поправки внесли в статью 68 К РФ, Федеральный закон от 22.11.2021 № 377-ФЗ ;
- внесение записи (на основании приказа или трудового договора, если от приказа отказались) о приёме на работу в трудовую книжку работника, если работник не отказался от ведения бумажного документа.

### Содержание трудового договора
Трудовой договор состоит из сведений и условий. О сведениях стороны не договариваются. Сведения констатируют факты, которые имеют существенное юридическое значение. Так, например, с датой заключения сторонами трудового договора закон связывает момент вступления договора в силу.
Содержание трудового договора установлено в статье 57 ТК РФ:
- фамилия, имя, отчество работника и наименование работодателя (фамилия, имя, отчество работодателя — физического лица), заключивших трудовой договор;
- сведения о документах, удостоверяющих личность работника и работодателя — физического лица;
- идентификационный номер налогоплательщика (для работодателей, за исключением работодателей — физических лиц, не являющихся ИП — индивидуальными предпринимателями);
- сведения о представителе работодателя, подписавшем трудовой договор, и основание, в силу которого он наделен соответствующими полномочиями;
- место и дата заключения трудового договора.

Обязательными для включения в трудовой договор являются следующие условия:
- место работы, а в случае, когда работник принимается для работы в филиале, представительстве или ином обособленном структурном подразделении организации, расположенном в другой местности, — место работы с указанием обособленного структурного подразделения и его местонахождения;
- трудовая функция (работа по должности в соответствии со штатным расписанием, профессии, специальности с указанием квалификации; конкретный вид поручаемой работнику работы). Если в соответствии с настоящим Кодексом, иными федеральными законами с выполнением работ по определённым должностям, профессиям, специальностям связано предоставление компенсаций и льгот либо наличие ограничений, то наименование этих должностей, профессий или специальностей и квалификационные требования к ним должны соответствовать наименованиям и требованиям, указанным в квалификационных справочниках, утверждаемых в порядке, устанавливаемом Правительством Российской Федерации, или соответствующим положениям профессиональных стандартов;
- дата начала работы, а в случае, когда заключается срочный трудовой договор, — также срок его действия и обстоятельства (причины), послужившие основанием для заключения срочного трудового договора в соответствии с настоящим Кодексом или иным федеральным законом;
- условия оплаты труда (в том числе размер тарифной ставки или оклада (должностного оклада) работника, доплаты, надбавки и поощрительные выплаты);
- режим рабочего времени и времени отдыха (если для данного работника он отличается от общих правил, действующих у данного работодателя);
- гарантии и компенсации за работу с вредными и (или) опасными условиями труда, если работник принимается на работу в соответствующих условиях, с указанием характеристик условий труда на рабочем месте;
- условия, определяющие в необходимых случаях характер работы (подвижной, разъездной, в пути, другой характер работы);
- условия труда на рабочем месте;
- условие об обязательном социальном страховании работника в соответствии с настоящим Кодексом и иными федеральными законами;
- другие условия в случаях, предусмотренных трудовым законодательством и иными нормативными правовыми актами, содержащими нормы трудового права.

Если при заключении трудового договора в него не были включены какие-либо сведения и (или) условия из числа предусмотренных частями первой и второй настоящей статьи, то это не является основанием для признания трудового договора незаключенным или его расторжения. Трудовой договор должен быть дополнен недостающими сведениями и (или) условиями. При этом недостающие сведения вносятся непосредственно в текст трудового договора, а недостающие условия определяются приложением к трудовому договору либо отдельным соглашением сторон, заключаемым в письменной форме, которые являются неотъемлемой частью трудового договора.
В трудовом договоре могут предусматриваться дополнительные условия, не ухудшающие положение работника по сравнению с установленным трудовым законодательством и иными нормативными правовыми актами, содержащими нормы трудового права, коллективным договором, соглашениями, локальными нормативными актами, в частности:
- об уточнении места работы (с указанием структурного подразделения и его местонахождения) и (или) о рабочем месте;
- об испытании;
- о неразглашении охраняемой законом тайны (государственной, служебной, коммерческой и иной);
- об обязанности работника отработать после обучения не менее установленного договором срока, если обучение проводилось за счет средств работодателя;
- о видах и об условиях дополнительного страхования работника;
- об улучшении социально-бытовых условий работника и членов его семьи;
- об уточнении применительно к условиям работы данного работника прав и обязанностей работника и работодателя, установленных трудовым законодательством и иными нормативными правовыми актами, содержащими нормы трудового права;
- о дополнительном негосударственном пенсионном обеспечении работника.

По соглашению сторон в трудовой договор могут также включаться права и обязанности работника и работодателя, установленные трудовым законодательством и иными нормативными правовыми актами, содержащими нормы трудового права, локальными нормативными актами, а также права и обязанности работника и работодателя, вытекающие из условий коллективного договора, соглашений. Невключение в трудовой договор каких-либо из указанных прав и (или) обязанностей работника и работодателя не может рассматриваться как отказ от реализации этих прав или исполнения этих обязанностей.
Срок трудового договора определён в статье 58 ТК РФ:
1. на неопределенный срок;
2. на определённый срок не более пяти лет (срочный трудовой договор), если иной срок не установлен настоящим Кодексом и иными федеральными законами.

При заключении трудового договора лицо, поступающее на работу, предъявляет работодателю: паспорт или иной документ, удостоверяющий личность; трудовую книжку, за исключением случаев, когда трудовой договор заключается впервые или работник поступает на работу на условиях совместительства; страховое свидетельство государственного пенсионного страхования; документ об образовании, о квалификации или наличии специальных знаний — при поступлении на работу, требующую специальных знаний или специальной подготовки. В отдельных случаях с учётом специфики работы Трудовым кодексом, иными федеральными законами, указами Президента Российской Федерации и постановлениями Правительства Российской Федерации может предусматриваться необходимость предъявления при заключении трудового договора дополнительных документов (свидетельство о браке, справка о семейном положении и т. д.). Запрещается требовать от лица, поступающего на работу, документы, помимо предусмотренных Трудовым кодексом, иными федеральными законами, указами Президента Российской Федерации и постановлениями Правительства Российской Федерации. При заключении трудового договора впервые трудовая книжка и страховое свидетельство государственного пенсионного страхования оформляются работодателем. В случае отсутствия у лица, поступающего на работу, трудовой книжки в связи с её утратой, повреждением или по иной причине работодатель обязан по письменному заявлению этого лица (с указанием причины отсутствия трудовой книжки) оформить новую трудовую книжку.
Расторжение (прекращение) трудового договора предусмотрено статьёй 77 ТК РФ, где рассмотрены общие основания прекращения трудового договора.

### Обязательные условия трудового договора
Обязательными для включения в трудовой договор являются следующие условия:
- место работы, а в случае, когда работник принимается для работы в филиале, представительстве или ином обособленном структурном подразделении организации, расположенном в другой местности, — место работы с указанием обособленного структурного подразделения и его местонахождения;
- трудовая функция (работа по должности в соответствии со штатным расписанием, профессии, специальности с указанием квалификации; конкретный вид поручаемой работнику работы). Если в соответствии с Трудовым кодексом (иными федеральными законами) с выполнением работ по определённым должностям, профессиям, специальностям связано предоставление компенсаций и льгот либо наличие ограничений, то наименование этих должностей, профессий или специальностей и квалификационные требования к ним должны соответствовать наименованиям и требованиям, указанным в квалификационных справочниках, утверждаемых в порядке, устанавливаемом Правительством Российской Федерации;
- дата начала работы, а в случае, когда заключается срочный трудовой договор, — также срок его действия и обстоятельства (причины), послужившие основанием для заключения срочного трудового договора в соответствии с Трудовым кодексом или иным федеральным законом;
- условия оплаты труда (в том числе размер тарифной ставки или оклада (должностного оклада) работника, доплаты, надбавки и поощрительные выплаты);
- условия труда на рабочем месте, в случаях, когда вредные и (или) опасные факторы производственной среды и процесса на рабочем месте определены в результате проведения специальной оценки условий труда;
- режим рабочего времени и времени отдыха (если для данного работника он отличается от общих правил, действующих у данного работодателя);
- компенсации за тяжёлую работу и работу с вредными и (или) опасными условиями труда, если работник принимается на работу в соответствующих условиях, с указанием характеристик условий труда на рабочем месте;
- условия, определяющие в необходимых случаях характер работы (подвижной, разъездной, в пути, другой характер работы);
- условие об обязательном социальном страховании работника в соответствии с Трудовым кодексом и иными федеральными законами;
- другие условия в случаях, предусмотренных трудовым законодательством и иными нормативными правовыми актами, содержащими нормы трудового права.

Если при заключении трудового договора в него не были включены какие-либо сведения и (или) условия из числа предусмотренных частями первой и второй настоящей статьи, то это не является основанием для признания трудового договора незаключённым или его расторжения. Трудовой договор должен быть дополнен недостающими сведениями и (или) условиями. При этом недостающие сведения вносятся непосредственно в текст трудового договора, а недостающие условия определяются приложением к трудовому договору либо отдельным соглашением сторон, заключаемым в письменной форме, которые являются неотъемлемой частью трудового договора.

### Условия расторжения по инициативе работодателя
Расторжение договора работодателем разрешается до окончания испытательного срока, с предупреждением работника за три дня в письменной форме и указанием причин, послуживших причиной для признания этого работника не выдержавшим испытание.
Если сотрудник прошёл испытательный срок, то трудовой договор может быть расторгнут по инициативе работодателя, в частности, в следующих случаях:
- ликвидации организации;
- сокращения штата;
- неоднократного неисполнения работником трудовых обязанностей;
- разглашения коммерческой тайны.

Срочный трудовой договор расторгается обычно по окончании срока его заключения, если не произошли иные обстоятельства, приведшие к расторжению договора.